# Pittore di Jena

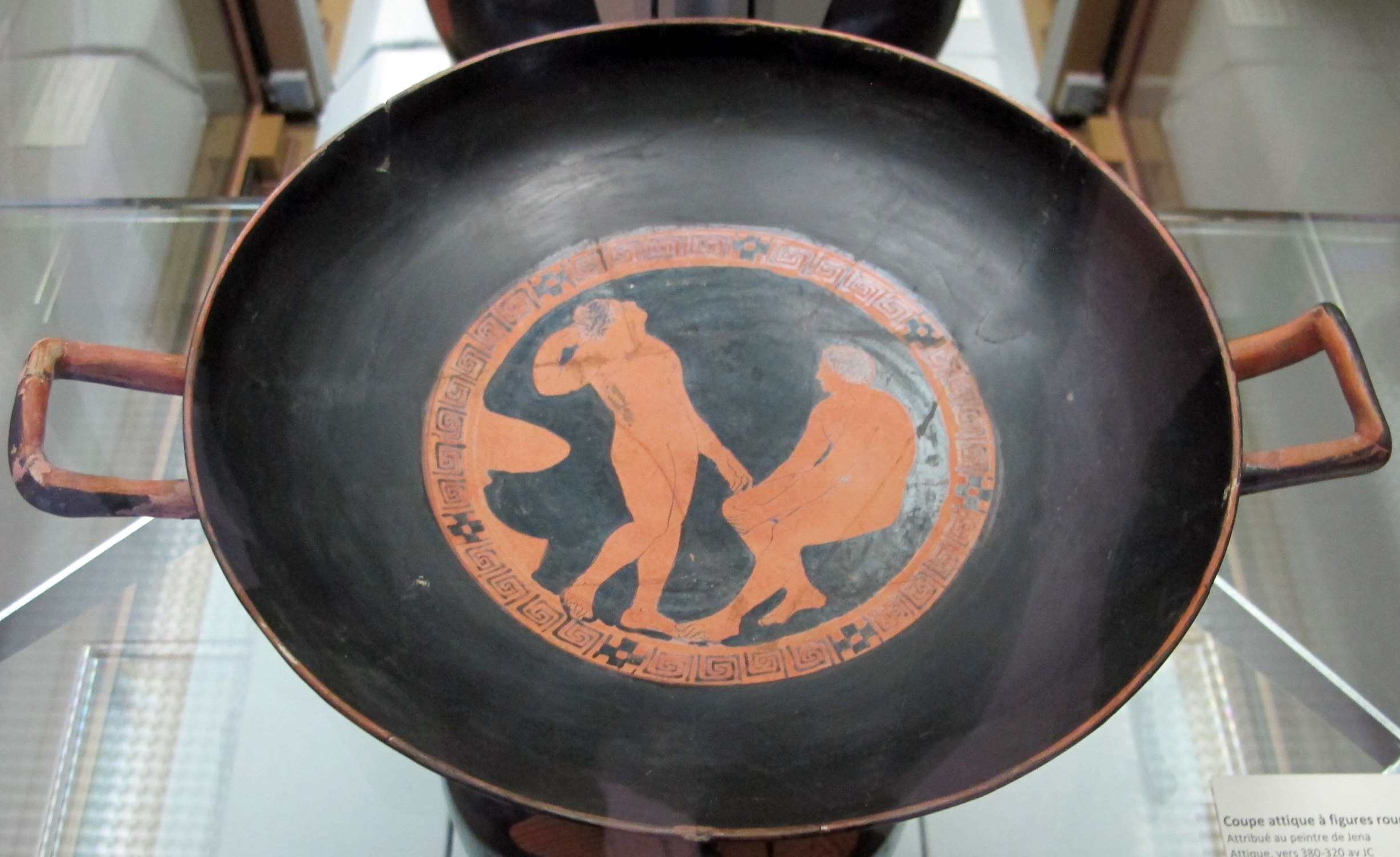
Peleo e Atalanta, ciotola, ca. 390 a.C.

Pittore di Jena (fl. 400 a.C.) è il nome convenzionale assegnato a un ceramografo greco specializzato nella tecnica attica della ceramica a figure rosse.

## Stile e attività

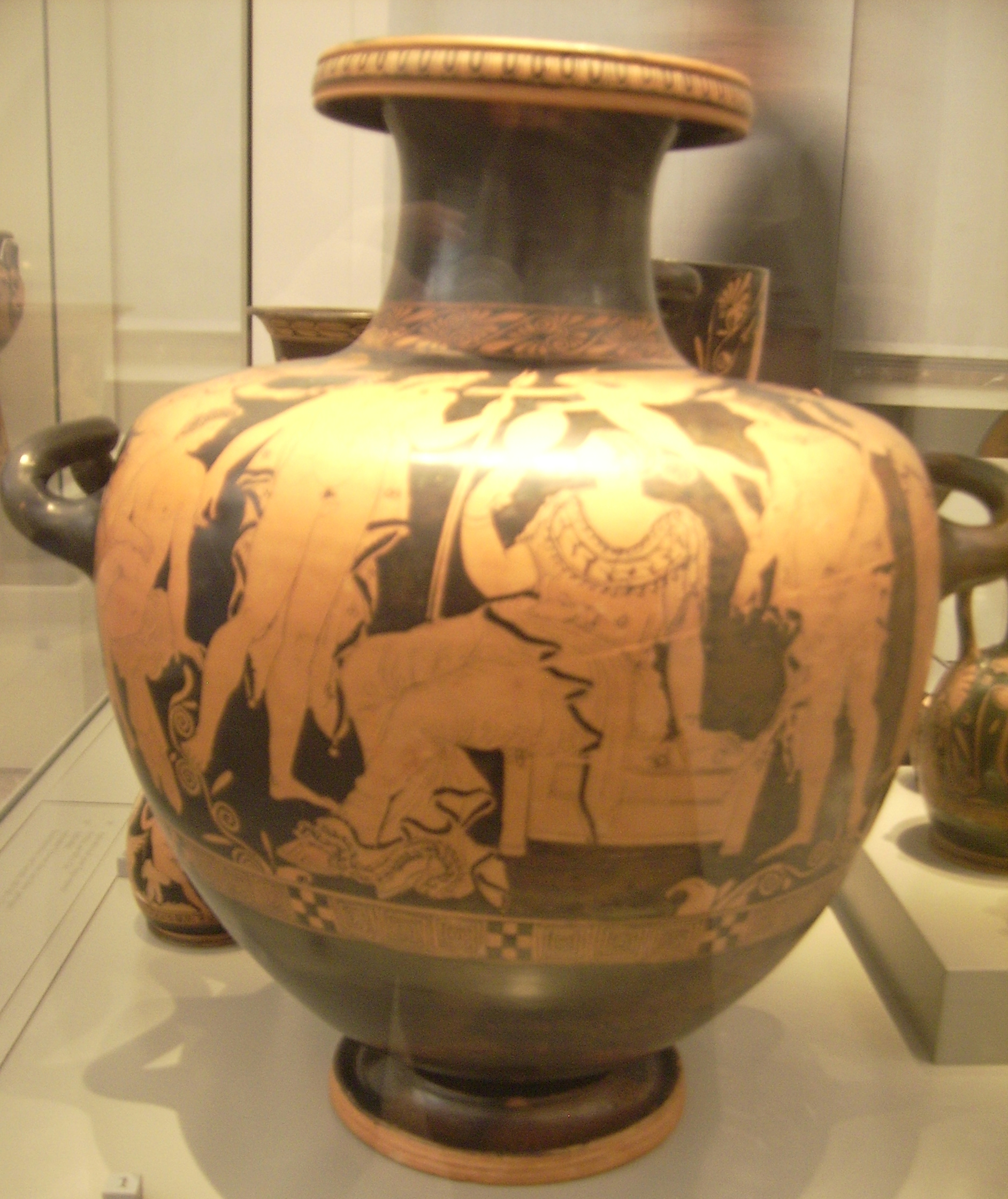
Paride ed Elena ritratti come una coppia felice su un'hydria risalente all'incirca al 390 a.C. e facente parte della collezione Antikensammlung Berlin.

La classificazione stilistica e cronologica del pittore di Jena fu fatta per la prima volta dall'archeologo britannico John D. Beazley, il quale decise di identificare l'artista con tale nome in virtù del fatto che gran parte dei frammenti a noi noti delle sue opere erano in possesso dell'Università di Jena, in Germania.

La maggior parte dei 91 vasi sopravvissuti del Pittore di Jena fu scoperta ad Atene nel 1892, nell'area dell'antico distretto dei vasai di Kerameikos. Altre opere attribuite all'artista sono state invece trovate in Etruria e nell'Africa settentrionale, a conferma dell'intensa esportazione di opere che caratterizzava la zona del Mediterraneo in quel periodo.
Dall'analisi della sua produzione è emerso che il Pittore di Jena avesse perlomeno due aiutanti, i cui interventi sono stati etichettati come stile B e C. In particolare si ritiene che il Pittore di Jena dipingesse per lo più l'interno delle ciotole e delle coppe, mentre l'esterno fosse lasciato all'aiutante B. I disegni del secondo collaboratore (stile C), invece, si trovano su per lo più su coppe di tipo skyphos. In contrasto con i disegni degli assistenti, eseguiti piuttosto frettolosamente, lo stile pittorico del Pittore di Jena si distingue per le sue linee sottili e la composizione vivace.
Alla bottega del Pittore di Jena appartenevano anche il Pittore Q e il Pittore di Diomede.